# Willem Johannes Kenninck
Willem Johannes Kenninck (Den Helder, 28 maart 1911 - Overschie, 14 mei 1940), was een Nederlands onderofficier van de Cavalerie.

Kennink begon zijn militaire loopbaan in 1931 als dienstplichtig soldaat. Hij vocht in 1940 als Wachtmeester der Cavalerie tegen de Duitsers. In de voordracht aan het Kapittel van de Militaire Willems-Orde wordt vermeld dat hij 
...zich in den strijd door het bedrijven van uitstekende daden van moed, beleid en trouw heeft onderscheiden, door op 14 Mei 1940 toen de commandant der Ie Divisie zich nabij Overschie met hem naar de voorste strijdende afdeelingen begaf, vrijwillig aan den aanval van de voorste sectie infanterie deel te nemen en door zijn voorbeeld de voorwaartsche beweging in gang te houden, waarbij hij is gesneuveld.
Hij werd bij Koninklijk Besluit No.6 van 9 mei 1946 benoemd postuum in het register ingeschreven als Ridder IVe klasse der Militaire Willems-Orde.